# Charjah (émirat)
Pour les articles homonymes, voir Charjah.
Charjah ou Chardja, Chardjah, Chârdjah, Sharjah (en arabe الشارقة, aš-Šārqia) est un émirat des Émirats arabes unis, dont la capitale dont il tient son nom est la ville de Charjah, troisième agglomération émirienne. C'est un des émirats les plus conservateurs du pays : par exemple, la consommation d'alcool pour les non-musulmans y est complètement interdite, ce qui n'est pas le cas du reste du territoire. Tout comme Ajman, la ville elle-même fait désormais partie de la conurbation de Dubaï.

## Histoire
Des traces d'occupation humaines à Charjah sont attestées depuis 5 000 ans.
Les sites archéologiques sont nombreux : Mileiha, Fili, Asqamqam...
Au début du XVIIIe siècle, le clan des Qawasim (ou Qasimi) de la tribu des Huwayla s'établit à l'emplacement actuel de la ville de Charjah et déclare l'émirat indépendant en 1727.
Le 8 janvier 1820, Charjah signe le Traité maritime général (General Maritime Treaty) avec le Royaume-Uni et accepte l'instauration d'un protectorat britannique afin d'écarter les Ottomans.
En 1903, l'émirat de Kalbã se déclare indépendant mais est réintégré à l'émirat de Charjah en 1952. Lorsque l’émir de Sharjah refuse le stationnement d’une barge de la Royal Air Force dans ses ports en 1930, le Royaume-Uni réagit en envoyant un navire de la Royal Navy qui détruit sa flotte perlière.
Le 2 décembre 1971, Charjah participe à la formation des Émirats arabes unis avec cinq autres émirats qui seront rejoints en 1972 par Ras el Khaïmah.

## Géographie

Carte de l'émirat de Charjah.

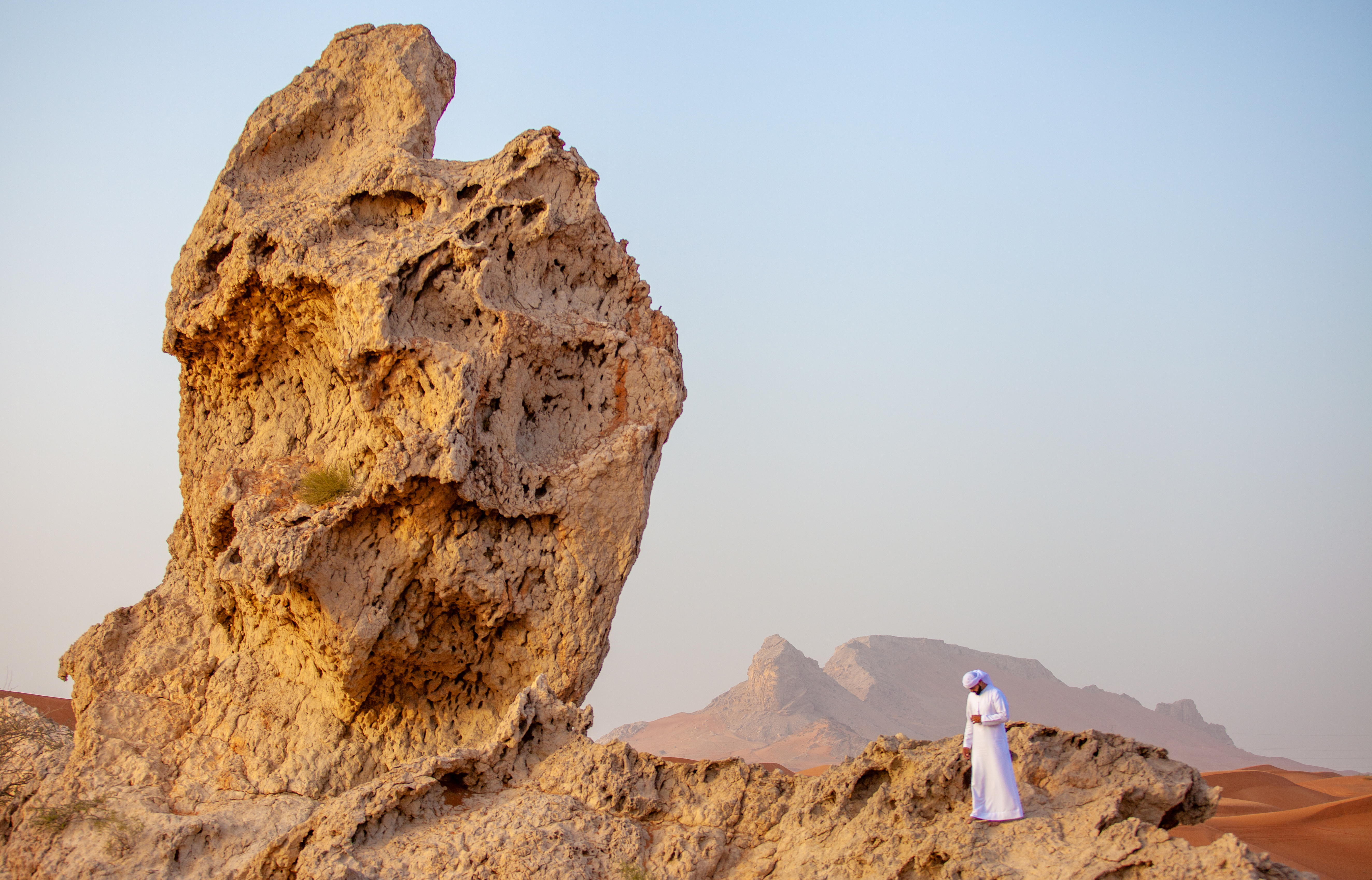
Formations montagneuses dans l'aire protégée de Meleiha au Charjah. Mars 2022.

Le territoire de l'émirat de Charjah est formé d'une enclave principale située sur la côte du golfe Persique et de quatre autres enclaves : Khor Kalba, Khor Fakkan et Dibba Al-Hisn situées sur la côte du Golfe d'Oman (c'est le seul émirat dans ce cas) ; une autre, celle de Nahwa est incluse dans l'enclave omanaise de Madha. L'enclave de Khor Kalba est scindée en fait en deux puisque la partie est un territoire où la souveraineté est partagée avec l'émirat de Fujaïrah. Cette situation fait que Charjah est le seul émirat à posséder des frontières communes avec tous les autres émirats de la fédération.
En majorité occupé par des montagnes, l'émirat possède des frontières avec le sultanat d'Oman.
L'émirat possède l'île de Sir Abu Nuair et revendique celle d'Abu Moussa.
La capitale, la ville de Charjah, se situe le long de la côte avec le golfe Persique et fait partie de l'agglomération constituée avec Dubaï et Ajman.

## Politique
L'émir actuel est Sultan bin Mohammed al-Qasimi depuis 1972. Charjah est une monarchie absolue héréditaire. Comme dans le reste des Émirats Arabes Unis, le droit et les lois sont basés sur la charia. Les habitants n'ont aucun droit politique et la liberté d'expression est fortement limitée.

### Liste des émirs de Charjah
- 1727 - 1777 Rashid bin Matar bin Rahman al-Qasimi
- 1777 - 1803 Saqr bin Rashid al-Qasimi Ier
- 1803 - 1840 Sultan bin Saqr al-Qasimi Ier
- 1840 Saqr bin Sultan al-Qasimi
- 1840 - 1866 Sultan bin Saqr al-Qasimi Ier
- 1866 - 14 avril 1868 Khalid bin Sultan al-Qasimi Ier
- 14 avril 1868 - mars 1883 Salim bin Sultan al-Qasimi
- 1869 - 1871 Ibrahim bin Sultan al-Qasimi
- mars 1883 - 1914 Saqr bin Khalid al-Qasimi IIe
- 13 avril 1914 - 21 novembre 1924 Khalid bin Ahmad al-Qasimi IIe
- 21 novembre 1924 - 1951 Sultan bin Saqr al-Qasimi IIe
- 1951 - mai 1951 Mohammed bin Saqr al-Qasimi
- mai 1951 - 24 juin 1965 Saqr bin Sultan al-Qasimi IIIe
- 24 juin 1965 - 24 janvier 1972 Khalid bin Mohammed al-Qasimi IIIe
- 25 janvier 1972 - 1972 Saqr bin Mohammed al-Qasimi al-Qasimi
- 1972 - 17 juin 1987 Sultan bin Mohammed al-Qasimi IIIe (1re fois)
- 17 juin 1987 - 23 juin 1987 `Abd al-`Aziz bin Mohammed al-Qasimi
- 23 juin 1987 - en cours Sultan bin Mohammed al-Qasimi IIIe (2e fois)

## Économie
L'émirat exploite et exporte du pétrole et du gaz naturel. L'activité portuaire est également importante avec les ports de Charjah (port Khalid) et de Khor Fakkan.

## Population
La ville de Charjah compte 564 620 habitants soit 88 % de la population de l'émirat.

## Philatélie
Entre 1963 et 1972, Charjah a émis 252 timbres et séries, 101 timbres et séries pour la poste aérienne, quinze blocs-feuillets et neuf timbres de service avec pour légende Sharjah & dependencies.

## Khor Kalba
Khor Kalba (ou Kalbã) est une ville située sur la côte du golfe d'Oman, à huit kilomètres de la ville de Fujaïrah. Elle est connue pour ses mangroves.
En 1903, l'émirat de Kalbã avec pour capitale la ville du même nom se déclare indépendant de l'émirat de Charjah. Le 8 décembre 1936, l'émirat est reconnu par le Royaume-Uni mais est réincorporé dans l'émirat de Charjah en 1952.
Il n'a eu que trois émirs :
- 1903 - 30 avril 1937 : Said bin Hamad al-Qasimi ;
- 30 avril 1937 - 1951 : Hamad bin Said al-Qasimi ;
- 1951 - 1952 : Saqr bin Sultan al-Qasimi.

## Crédit d'auteurs
- (en) Cet article est partiellement ou en totalité issu de l’article de Wikipédia en anglais intitulé « Sharjah (emirate) » (voir la liste des auteurs).

### Sources
- (en) Dirigeants de Charjah